# Église du Saint-Sauveur (Néa Smýrni)
Pour les articles homonymes, voir Église du Saint-Sauveur.
L’église du Saint-Sauveur (en grec moderne : Ἀγιος Σώστης / Agios Sostis) est une église de style néo-byzantin située sur l'avenue Andréas-Syngrós, à Néa Smýrni, dans la banlieue d'Athènes.

## Histoire
Conçue par l'architecte français Lucien Magne, l'église sert d'abord de pavillon de la Grèce lors de l'exposition universelle de Paris de 1900,. 
Rachetée par une souscription organisée par la reine Olga, l'église est ramenée en Grèce pour servir de chapelle commémorative, après l'attentat manqué perpétré contre le roi Georges Ier et sa fille, la princesse Marie, le 14 février 1898 (26 février dans le calendrier grégorien). Le bâtiment est alors remonté, en 1902, sur les lieux de l'attentat, le long de ce qui est aujourd'hui l'avenue Andréas-Syngros, à Néa Smýrni.